# Summoning
Summoning est un groupe de black metal autrichien, originaire de Vienne. Le groupe est connu pour prendre son inspiration dans le monde de J. R. R. Tolkien.

## Biographie
Le groupe est formé en 1993 par les deux membres, Silenius (Michael Gregor) et Protector (Richard Lederer). Après quelques démos de black metal, ils signent un contrat chez Napalm Records où ils publient leur premier album, Lugburz, en 1995. La particularité de cet album est d'emprunter à l'univers de la Terre du Milieu les titres, illustrations, et paroles des textes de J. R. R. Tolkien,.
Le groupe se sépare de son batteur, expliquant que c'était un « trou du cul qui pense "commercial" » (sic), et commence à travailler avec des claviers et des sons médiévaux. Le résultat très particulier (Epic, Ambiant Black Metal lit-on parfois) peut être entendu sur leur deuxième album, Minas Morgul ; par la suite, il évoluera avec chaque album, mais c'est ce premier CD qui fera leur style (et leur succès). En 1996, c'est leur album Dol Guldur qui fera leur renommée (plus grosse vente du groupe en 2000), puis sort Nightshade Forests, un mini-CD avec les pistes qui n'avaient pu rentrer dans Dol Guldur. En 1999, Stronghold amène une évolution dans le style musical et les textes proviennent désormais d'autres auteurs, comme Michael Moorcock ou Robert Frost.
En 2001, Let Mortal Heroes Sing Your Fame continue dans l'ouverture musicale, alors que les deux membres admettent ne plus écouter de metal depuis longtemps.  En 2003, un autre mini-CD sort, Lost Tales, contenant des anciennes musiques, sans chant, et il faudra attendre 2006 pour avoir leur sixième album Oath Bound au label Napalm Records.
Silenius dissout ensuite temporairement Summoning. Silenius et Protector se consacrent en parallèle à d'autres projets musicaux. Cependant, Silenius souffre d'une crise cardiaque, qui précède une longue période de convalescence, période durant laquelle il décide de relancer Summoning. Le 19 février 2012, Summoning annonce un nouvel album pour fin 2012. En juin 2013 sort le septième album du groupe, Old Mornings Dawn, dans la continuité des précédents albums, après plus de six années d'absence,. En 2018 sort With Doom We Come, dernier album du groupe à ce jour.

## Projets parallèles
Les deux membres du groupe sont des musiciens qui officient également dans d'autres formations ; ainsi Protector (alias Richard Lederer) est à l'origine de Die Verbannten Kinder Evas (aux côtés de sa sœur) et d'Ice Ages (projet electro dark/dark ambient). On le trouvera également dans Grabesmond, Pazuzu et Whispers in a Shadow. Quant à Silenius (Michael Gregor), on le retrouve au sein d'Abigor, également dans Pazuzu, Grabesmond, ou encore, à l'instar de son binôme de Summoning, dans un projet personnel du nom de Kreuzweg Ost.

## Membres

### Membres actuels
- Protector – chant, guitare, clavier (depuis 1993)[2]
- Silenius – basse, chant, clavier (depuis 1993)[2]

### Membres invités
- Trifixion – batterie (sur Lugburz) (1993-1995)[2]
- Pazuzu – chant (sur Lugburz) (1993-1995)[2]
- Tania Borsky – chant (sur Stronghold)

## Discographie

### Démos et promo
- 1993 : Upon The Viking's Stallion (démo)
- 1994 : Anno Mortiri Domini 1959 (demo ;1994)
- 1994 : The Urilia Text (split-demo avec Pazuzu)
- 1994 : Lugburz (promo)
- 1994 : Minas Morgul (promo)